# Сражение при Хелене
Сражение при Хелене (англ. Battle of Helena) произошло 4 июля 1863 года в ходе Гражданской войны на территории Арканзаса. Город Хелена был захвачен федеральной армией в июле 1862 года и использовался как база для войны в Арканзасе. Генерал Конфедерации Теофилиус Холмс выделил отряд в 7500 человек, чтобы отбить город и тем отвлечь противника от осады Виксберга. Хелену обороняли 4100 человек под командованием Бенжамина Прентисса. Атака южан получилась нескоординированной: генерал Фейган начал наступление раньше срока, генералы Мармадюк и Уокер не выполнили свою часть плана, и только генерал Прайс сумел захватить часть укреплений Хелены, но и он был вынужден отступить. Попытка штурма Хелены сорвалась, а на следующий день пал Виксберг.  В том же году федералы использовали Хелену как базу для наступления на Литтл-Рок.

### Статьи
- Bearss, Edwin C. The Battle of Helena, July 4, 1863 (англ.) // The Arkansas Historical Quarterly. — Arkansas Historical Association, 1961. — Vol. 20, iss. 3. — P. 256–297. — doi:10.2307/40038050.
- Christ, Mark K. "We Were Badly Whiped": A Confederate Account of the Battle of Helena, July 4, 1863 (англ.) // The Arkansas Historical Quarterly. — Arkansas Historical Association, 2010. — Vol. 69, iss. 1. — P. 44-53.